# Maud Galtier
Maud Galtier, all'anagrafe Mottez Madeleine Anne-Marie Pauline (Tolone, 21 aprile 1913 – Parigi, 7 aprile 2014), è stata una tennista francese.

## Biografia
Durante la sua carriera giunse in finale al doppio al Roland Garros nel 1954 perdendo contro la coppia composta da Maureen Connolly Brinker e Nell Hall Hopman in tre set (7-5, 4-6, 6-0), la sua compagna nell'occasione era la compatriota Suzanne Schmitt.
Nel singolo alle Internazionali di Francia del 1961 perse al terzo turno contro Renee Schuurman (3-6, 6-3, 2-6).